# Gopalpur
Gopalpur (nep. गोपालपुर) – gaun wikas samiti w środkowej części Nepalu w strefie Dźanakpur w dystrykcie Dhanusa. Według nepalskiego spisu powszechnego z 2011 roku liczył on 1017 gospodarstw domowych i 5068 mieszkańców (2693 kobiety i 2375 mężczyzn).